# Basilio Lecapeno
Basilio Lecapeno, noto anche come Basilio il Parakoimomenos o Basilio il Bastardo (in greco rispettivamente: Βασίλειος Λεκαπηνός; Βασίλειος ό Παρακοιμώμενος; Βασίλειος ό Νόθος; Costantinopoli, 925 ca. – Isole dei Principi, 985), fu un figlio illegittimo dell'imperatore bizantino Romano I Lecapeno. Eunuco sin dall'infanzia, ricoprì a lungo l'incarico di parakoimomenos e fu il principale amministratore dell'Impero bizantino per la quasi totalità del periodo compreso tra il 947 e il 985, sotto gli imperatori Costantino VII Porfirogenito (suo cognato), Niceforo II Foca, Giovanni I Zimisce e Basilio II Bulgaroctono (suo pronipote).

## Biografia

### Origini e carriera sotto Costantino VII

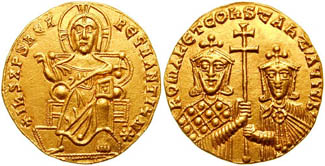
Solido d'oro rappresentante Romano I Lecapeno e Costantino VII Porfirogenito, rispettivamente padre e cognato di Basilio

Basilio era figlio illegittimo dell'imperatore Romano I (sul trono dal 920 al 944) e di una sua concubina. Alcune fonti riportano che sua madre fosse una schiava di origine "scitica" (probabilmente da intendersi "slava"), ma secondo Kathryn Ringrose "si tratterebbe solo di un topos peggiorativo". La sua esatta data di nascita non è nota; l'Oxford Dictionary of Byzantium suggerisce sia nato attorno al 925, mentre l'accademico olandese W. G. Brokaar indica un periodo compreso tra il 910 e il 915. Cronisti bizantini più tardi come Giovanni Scilitze, Giovanni Zonara e Giorgio Cedreno affermano che Basilio fu castrato in età adulta, a seguito della deposizione di suo padre nel 944; Michele Psello, tuttavia, asserisce invece che Basilio fu castrato per ragione politiche durante la sua infanzia, posizione sostenuta da storici moderni come Brokaar e Ringrose, dato che la castrazione in età adulta era una procedura rischiosa che veniva eseguita estremamente di rado.
Il suo ruolo durante il regno del padre non è noto. Appare per la prima volta come protovestiarios (ciambellano) di Costantino VII, legittimo imperatore della dinastia macedone, ma non è chiaro se sia stato già il padre Romano Lecapeno ad assegnargli la posizione o se sia stato invece Costantino dopo la deposizione di Romano. Il contemporaneo Teofane Continuato racconta che Basilio fosse un fedele e devoto servitore di Costantino VII e che avesse uno stretto rapporto con la moglie dell'imperatore, nonché sua sorellastra, Elena Lecapena. Dopo la deposizione di Romano Lecapeno nel dicembre 944, Basilio supportò Costantino VII contro i suoi stessi fratellastri Stefano e Costantino Lecapeno, venendo ricompensato con diversi titoli e cariche: nei suoi sigilli e nelle inscrizioni dedicatorie viene chiamato basilikos, patrikios, paradynasteuon tes Syncletou (ossia "paradynasteuon del Senato", probabilmente una combinazione del titolo di paradynasteuon con quello di protos tes Syncletou, ossia "primo del Senato", titolo analogo a quello dell'antico princeps senatus), nonché megas baioulos (gran precettore) del figlio ed erede di Costantino, il futuro Romano II. Tra il 947 e il 948 fu ulteriormente promosso da protovestiarios a parakoimomenos (gran ciambellano), per rimpiazzare il defunto Teofane.
Nel 958, guidò verso est le truppe inviate come rinforzo al generale (e futuro imperatore) Giovanni I Zimisce nella sua campagna contro gli arabi: i bizantini attaccarono Samosata e inflissero una pesante sconfitta all'emiro di Aleppo, Sayf al-Dawla. Dopo questa vittoria, a Basilio fu concesso di celebrare un trionfo nell'ippodromo di Costantinopoli, dove i numerosi prigionieri, tra cui anche alcuni parenti dell'emiro Hamdanide, furono fatti sfilare davanti al popolo della capitale bizantina.
Basilio fu un oppositore del patriarca Polieucte di Costantinopoli e cercò in più occasioni, anche con un certo successo, di mettergli contro l'imperatore stesso. Questo astio era probabilmente legato a delle pubbliche condanne pronunciate dal patriarca ecumenico per denunciare l'avidità dei Lecapeni e dei loro parenti.
Il parakoimomenos fu al fianco di Costantino VII durante i suoi ultimi giorni e fu lui stesso ad avvolgerne il corpo nel sudario funebre dopo la morte.

### Carriera sotto Romano II
Al momento della sua ascesa al trono nel 959, Romano II congedò Basilio per sostituirlo con un suo protetto, Giuseppe Bringa, che assunse le cariche di paradynasteuon, protos e parakoimomenos, precedentemente appartenute al Lecapeno. Ciò generò un'aspra rivalità e persino odio tra i due uomini, e mentre Bringa diventava de facto signore dell'Impero, Basilio rimase ai margini della vita politica per tutta la durata del regno di Romano.

### Carriera sotto Niceforo II Foca

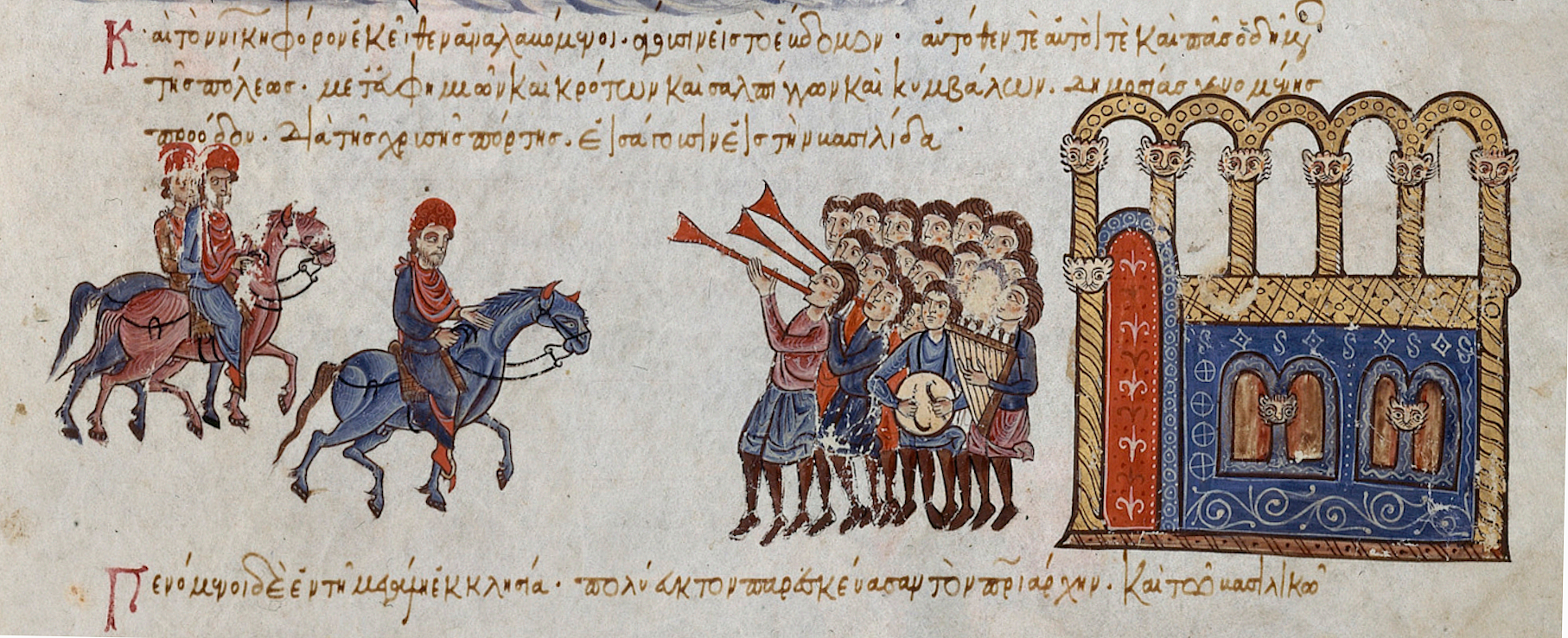
Ingresso di Niceforo Foca a Costantinopoli come imperatore nel 963, illustrazione dallo Scilitze di Madrid

Quando Romano II morì improvvisamente nel 963, mentre i suoi figli Basilio e Costantino erano ancora minorenni, ebbe inizio una lotta per la successione. Basilio si schierò dalla parte dell'eminente generale Niceforo Foca contro Giuseppe Bringa: d'accordo col generale, armò i suoi numerosi servitori (circa 3000 secondo le fonti) e insieme a una folla di cittadini costantinopolitani attaccò Bringa e i suoi sostenitori riuscendo a prendere il controllo della città e dei suoi porti. Bringa si rifugiò presso Santa Sofia, mentre Basilio fece salpare il dromone imperiale e altre navi alla volta di Crisopoli, dove Foca attendeva con il suo esercito. Foca entrò così a Costantinopoli dove fu incoronato imperatore in quanto tutore dei giovani figli di Romano II, mentre Giuseppe Bringa fu mandato in esilio. Come premio per il suo ruolo nell'elevazione imperiale di Foca, Basilio riottenne la sua vecchia posizione di parakoimomenos e ricevette in aggiunta la nuova alta carica di proedros (per intero: proedros tes Synkletou, ossia "presidente del Senato"). L'elevazione a questa carica prevedeva una speciale cerimonia, inclusa nel De ceremoniis, forse tramite un'aggiunta operata da Basilio stesso.
Non è chiaro quale ruolo Basilio abbia giocato sotto Foca. Dal resoconto di Liutprando di Cremona della sua visita a Costantinopoli, tuttavia, appare evidente che, nonostante il Lecapeno fosse tra i maggiori dignitari della corte bizantina, il secondo in comando del regime fosse indubbiamente il fratello minore di Niceforo, il kouropalates e logothetes tou dromou Leone II Foca. Sebbene Basilio avesse evitato di prendere direttamente parte all'assassinio di Foca da parte di Giovanni Zimisce nel dicembre 969 dandosi per malato (e poi ammalandosi effettivamente), egli era perfettamente a conoscenza del complotto e diede il suo pieno appoggio all'ascesa al trono di Zimisce inviando i propri agenti in giro per la città per dissuadere il popolo dal fomentare disordini o dal darsi al saccheggio. Secondo lo storico contemporaneo Leone il Diacono, Basilio supportò Zimisce in quanto suo amico stretto, ma è anche possibile che il Lecapeno abbia dato il suo appoggio al colpo di Stato per salvaguardare la posizione e i diritti dei suoi nipoti Basilio e Costantino, dato che una prosecuzione del regime di Niceforo avrebbe quasi certamente portato Leone Foca a succedere al fratello e a stabilire una propria dinastia.

### Carriera sotto Giovanni I Zimisce
Basilio aiutò il nuovo imperatore a disfarsi dei sostenitori e dei parenti di Niceforo. Contribuì inoltre all'allontanamento della vedova di Romano II e Niceforo, Teofano, e consigliò a Zimisce di consolidare la propria posizione sposando Teodora, una figlia di Costantino VII. Sotto Giovanni, Basilio tornò a giocare un ruolo di primo piano nel governo dello stato, soprattutto nell'amministrazione fiscale, mentre l'imperatore preferiva dedicarsi alla gestione della politica estera e delle proprie campagne militari. Anche Basilio prese parte in prima persona alla grande campagna in Bulgaria contro la Rus' di Kiev nel 971, durante la quale fu messo a capo delle riserve, della salmeria e della logistica, mentre Zimisce marciava in testa con le sue truppe scelte.
Durante questo periodo, Basilio accumulò un enorme patrimonio, comprendente anche interi insediamenti nelle porzioni di Anatolia sudoccidentale recentemente conquistate. Leone il Diacono menziona le località di Longias e Drize, mentre Giovanni Scilitze racconta possedesse l'intera regione compresa tra Anazarbo e Padiando. Stando alle fonti, queste ricchezze furono la causa della rottura tra Basilio e Zimisce; durante il suo viaggio di ritorno dalla campagna in Siria nel 974, l'imperatore avrebbe visto quanto vasti fossero i possedimenti del Lecapeno e avrebbe deciso di prendere provvedimenti. Venuto a conoscenza di ciò, Basilio avrebbe quindi ordito l'avvelenamento di Zimisce, sebbene le fonti differiscano su come e dove ciò sarebbe avvenuto. Questo resoconto è però visto con scetticismo dagli storici moderni; come scrive Kathyryn Ringrose "gli uomini dell'epoca credevano che gli eunuchi, così come le donne, affrontassero di rado gli uomini in modo onorevole e preferissero invece ricorrere al veleno e ad altri disdicevoli sotterfugi", mentre l'Oxford Dictionary of Byzantium parla di semplici "dicerie su un avvelenamento [di Zimisce] da parte di Basilio il Bastardo". L'unica cosa certa è che Zimisce si ammalò durante la sua campagna e che morì a Costantinopoli poco dopo il proprio ritorno.

### Carriera sotto Basilio II e morte
Basilio continuò a rivestire i suoi incarichi amministrativi anche nei primi anni di regno di Basilio II, finché nel 985 (o forse nel 986) il giovane imperatore, deciso a governare in prima persona dopo essere stato sottoposto per quasi trent'anni a reggenti e tutori, non lo accusò di simpatizzare con il ribelle Barda Foca il Giovane e lo rimosse da ogni incarico. Quando il Lecapeno rifiutò di accettare la propria deposizione, l'imperatore lo mandò in esilio nelle Isole dei Principi. Tutte le sue terre e i suoi possedimenti furono inoltre confiscati e tutte le leggi emanate sotto la sua amministrazione furono dichiarate nulle. Basilio Lecapeno morì poco tempo dopo nel suo luogo d'esilio.

## Mecenatismo

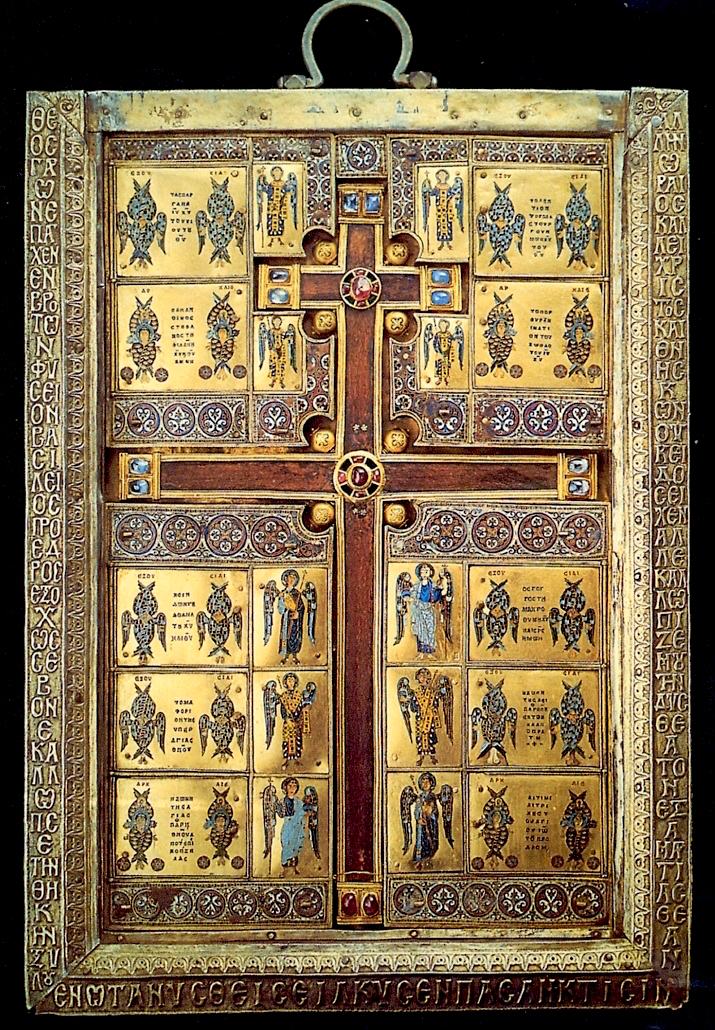
La Stauroteca di Limburgo, opera commissionata da Basilio Lecapeno

La sua enorme ricchezza permise a Basilio di diventare, secondo l'Oxford Dictionary of Byzantium, "uno dei più prodighi mecenati bizantini". Molte delle opere d'arte da lui commissionate sopravvivono tutt'oggi, tra cui un reliquiario per la testa di San Simeone Stilita conservato presso il monastero di Camaldoli, una patena in diaspro e un calice oggi presso la Basilica di San Marco a Venezia, nonché la famosa stauroteca smaltata conservata presso il Duomo di Limburgo in Germania.
Un altro reliquiario, oggi perduto, contenente la testa di Santo Stefano Protomartire era conservato nel monastero francescano di Candia e fu descritto nel 1628 dal missionario Alessandro Basilopulo. Secondo Vitalien Laurent, questi oggetti condividono caratteristiche simili nelle loro ricche e pregevoli decorazioni, così come nelle alquanto lunghe iscrizioni dedicatorie che li accompagnano. Queste opere erano probabilmente tutte destinate al monastero di San Basilio a Costantinopoli, il cui tesoro fu in seguito saccheggiato da Basilio II.
Ci sono giunti anche tre manoscritti commissionati dal Lecapeno, tutti redatti su pergamena di ottima qualità: una collezione di Tactica, compreso un trattato autografo sul combattimento navale, oggi presso la Biblioteca Ambrosiana di Milano; le omelie di Giovanni Crisostomo, oggi presso il Monastero di Dionysiou di Monte Athos, in Grecia; un vangelo con epistole paoline, con in prefazione un elegante epigramma dedicato allo stesso Basilio, oggi conservato a San Pietroburgo. È possibile che Basilio sia stato anche il committente del Rotulo di Giosué, un manoscritto miniato riportante la prima parte del libro di Giosuè.